# 岡本壮平
岡本 壮平（おかもと そうへい、1989年11月15日 - ）は競技麻雀のプロ雀士。最高位戦日本プロ麻雀協会関西本部所属。広島県呉市出身、岡山県在住。
オンライン麻雀において、「おかもと」「右折するひつじ」のハンドルネームで活動していた。

## 来歴
15才の頃、将棋や他のボードゲームと共に麻雀を覚える。大学に進み、宅打ちをする友人からオンライン麻雀『天鳳』の存在を教わり、「おかもと」のIDを取得。天鳳とフリー雀荘に没頭する日々を過ごす。大学卒業後、不動産会社に就職。退社後の時間を天鳳とフリー雀荘に費やす日々を過ごし、2016年12月13日に6972ゲーム目で天鳳位に到達（12代目）。
しかしその半年後に行われた「天鳳位vs連盟プロ」という対局企画で日本プロ麻雀連盟のプロ雀士と対局し惨敗を喫し、直後に出場した麻雀最強戦「男子プレミアトーナメント 天鳳ニューパワー」でも惨敗したことで、2度目の天鳳位を目指すことを決意。サブID「右折するひつじ」で天鳳に参戦し、2020年1月27日に2度目の天鳳位に到達（15代目）。
天鳳名人戦には2020年からは3年連続で決勝進出、2022年に初優勝を果たす。
一方で、天鳳位も2度獲得したことでプロを目指す気持ちが芽生えるも周囲からの同意が得られず悶々とした日々を過ごす中で、最高位戦関西本部所属の津田岳宏から私設リーグ「Gリーグ」への参加を持ちかけられる。Gリーグに参戦するうち、津田からプロへの誘いを持ちかけられ、プロ入りを決断。2023年に推薦で最高位戦に入会しプロ雀士となり、関西B2リーグに参戦する。
2025年、Mトーナメント2025に初出場、新旧Mリーガーを相手に予選ラウンドを突破しベスト16に生き残った。

## 雀風・挿話
- 放銃率の低さとギリギリまで踏み込む粘り強い攻撃を持ち合わせる雀風[8]。
- 最高位戦への入会は、奇しくも第5代天鳳位の「太くないお」こと渡辺太と同時期であった[9]。
- 麻雀最強戦には2018年の「男子プレミアトーナメント 天鳳ニューパワー」[3]と2024年の「最強の遺伝子」で本戦に出場しているが、2024年の「最強の遺伝子」では堀慎吾（日本プロ麻雀協会 / KADOKAWAサクラナイツ）からの推薦で出場している[10]。このようなシチュエーションで他団体所属の雀士を推薦するのは異例[11]だが、堀とは天鳳名人戦での対局歴があり、堀曰く「最強戦でどんな麻雀を打つのか見てみたい」という好奇心で推薦したと述べ、「僕は自団体から選ばなければいけないみたいな風潮も好きじゃない」と付け加えた[12]。